# 香港JW萬豪酒店
香港JW萬豪酒店（英語：JW Marriott Hotel Hong Kong），是香港一間五星級酒店，位處香港島金鐘太古廣場，與金鐘港鐵站相連，鄰近灣仔和中環。酒店於1989年2月27日正式開幕，是萬豪國際集團在亞太地區的首間酒店。
酒店有581間客房及27間套房，提供視野寬闊的城市、海港或山巒景觀。酒店設有8間餐廳，包括米芝蓮星級中菜廳萬豪金殿、JW咖啡室、The Lounge、戶外魚吧、Flint、 池畔酒廊、Bar Q88和Dolce 88。酒店亦有18個多功能活動場地、24小時開放的健身中心、按摩服務、室外游泳池、商務服務及24小時客房餐飲等。

## 獎項
酒店
- TTG旅遊大獎2024 – 香港最佳酒店
- 悦游讀者之選大獎2024

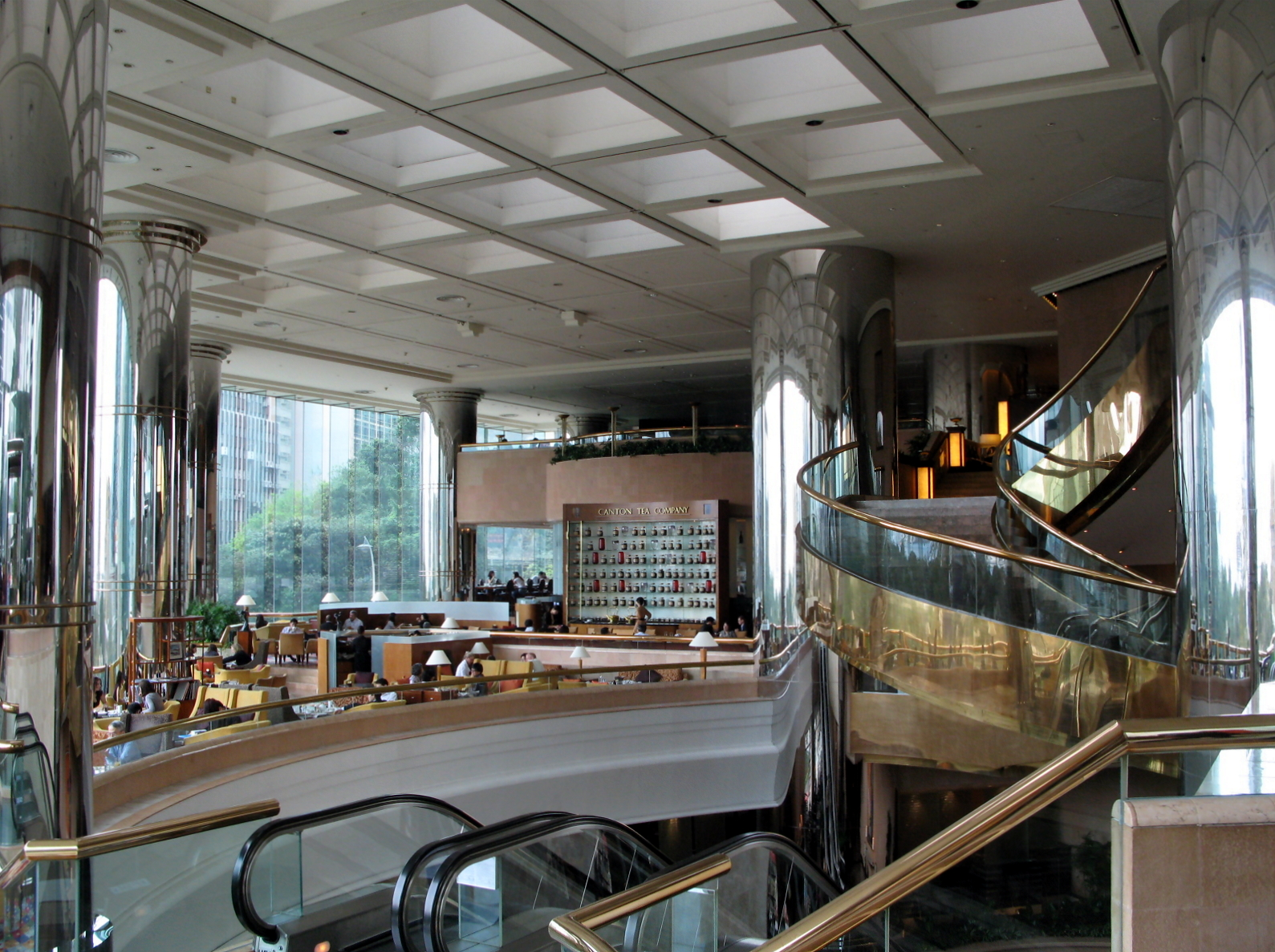
酒店大堂

JW萬豪酒店的舊標誌

- DestinAsian 讀者評選大獎2024

會議及商務
- M&C Asia Stella Awards 2024 – 香港最佳會議酒店
- TTG中國旅遊大獎 2024 – 香港最佳會議接待酒店
- Business Traveller Asia-Pacific Awards 2024 – 香港最佳商務酒店

可持續營運
- 2024-2025 Green Key認證

餐飲
- 米芝蓮指南香港澳門 2024一星 – 萬豪金殿
- Tatler Best 100 Restaurants in Asia 2024 – 萬豪金殿
- Tatler Dining 20 Hong Kong 2024 2024 – 萬豪金殿
- Harper’s Bazaar 2024 BAZAAR Taste Elite 20 – 萬豪金殿
- 新假期《必吃食店大獎2024》必吃自助餐 – JW 咖啡室
- The Loop HK Eats Awards 2024 – 魚吧

## 酒店設施

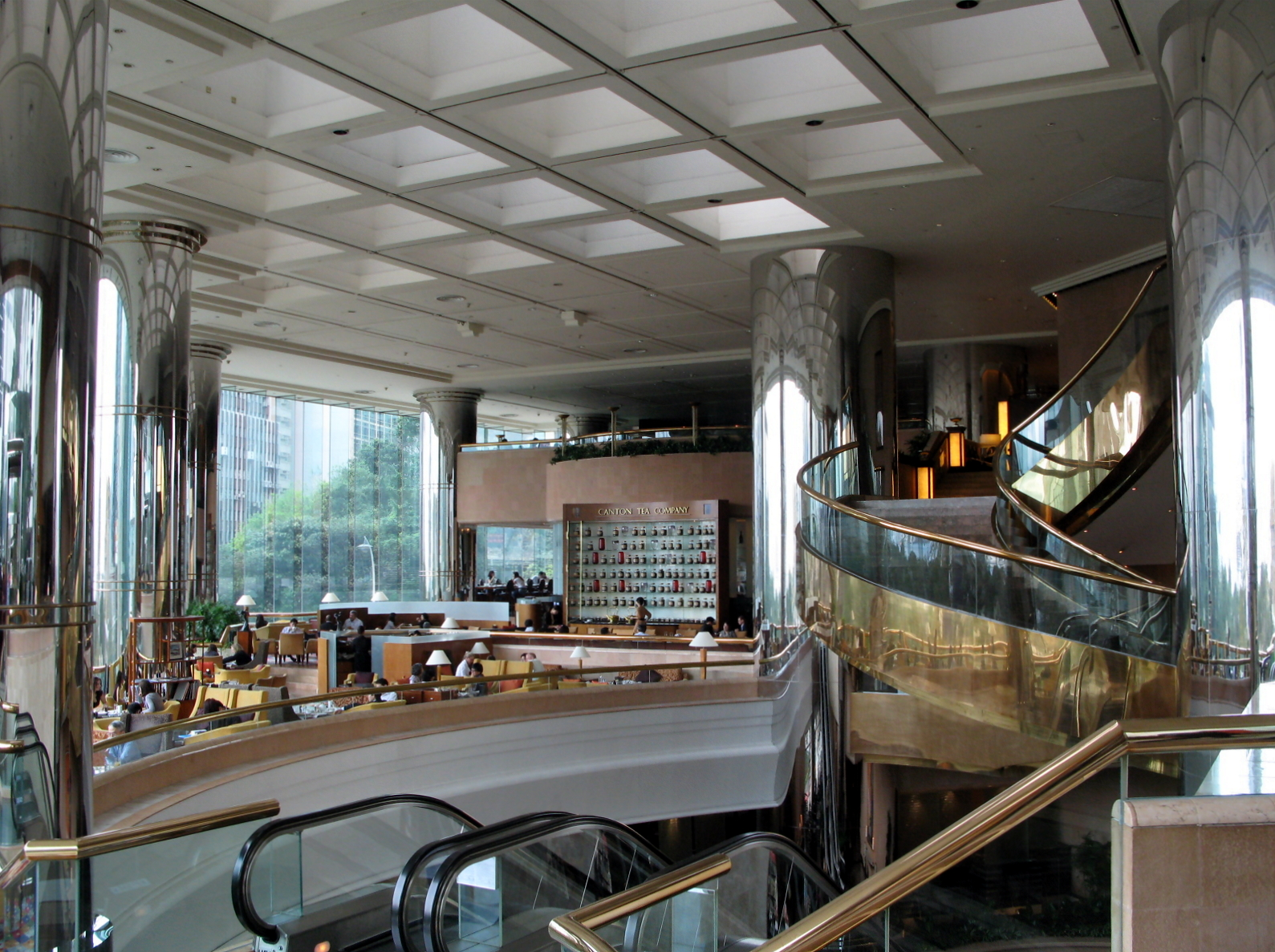
酒店大堂

JW萬豪酒店的舊標誌

- 餐廳
- 酒吧
- 行政酒廊
- 商務中心
- 會議設施
- 無柱式宴會廳
- 24小時健身中心
- 露天游泳池
- 商場（太古廣場）

## 外部連結
- 香港JW萬豪酒店 （页面存档备份，存于）